# Jeremy Cunningham (Schlagzeuger)
Jeremy Cunningham (* um 1985) ist ein US-amerikanischer Jazzmusiker (Schlagzeug, Komposition). Peter Margasak (Chicago Reader) lobte in seinem Spiel die „Präzision, Zeitgefühl und Beherrschtheit“.

## Leben und Wirken
Cunningham, der aus Cincinnati stammt,  erwarb den Bachelor of Music am  College Conservatory of Music der University of Cincinnati, wo er Unterricht bei John Von Ohlen hatte. Anschließend zog er nach Chicago und studierte er an der DePaul University, wo er Unterricht bei Dana Hall hatte und sein Studium mit dem Master abschloss. Ab den späten 2000er-Jahren arbeitete er in der Chicagoer Jazzszene; erste Aufnahmen entstanden 2010 mit dem Trompeter Wade Baker (Profilin’). In den folgenden Jahren spielte er u. a. mit Von Freeman, Chris Foreman, Jeff Parker, Mike Allemana, Marquis Hill (New Gospel), Caroline Davis  und mit Matt Ulery und Nick Mazzarella im Meridian Trio. Mit seinem eigenen Quartett (aus Josh Johnson, Jeff Parker, Matt Ulery) und zwei Gastmusikern (Dustin Laurenzi, Andrew Toombs) legte Cunningham 2016 das Album Re: Dawn (From Far) (Ears & Eyes Records) vor, das positive Rezensionen erhielt.

## Diskographische Hinweise
- Marquis Hill: Sounds of the City (2012)
- Caroline Davis: Live Work & Play (2012)
- Meridian Trio: Triangulum (Clean Feed Records, 2017)
- The Weather Up There (2018), mit Jeff Parker, Paul Bryan, Ben LeMar Gay, Jaimie Branch, Dustin Laurenzi, Matt Ulery, Mike Reed, Makaya McCraven, Mikel Patrick Avery.
- Dave Rempis, Jeff Parker, Ingebrigt Håker Flaten, Jeremy Cunningham: Stringers & Struts (2020)
- Caroline Davis: Doors: Chicago Storylines (2015)
- Jeremy Cunningham,  Dustin Laurenzi, Paul Bryan: A Better Ghost (Northern Spy, 2022)